# Schnorchel

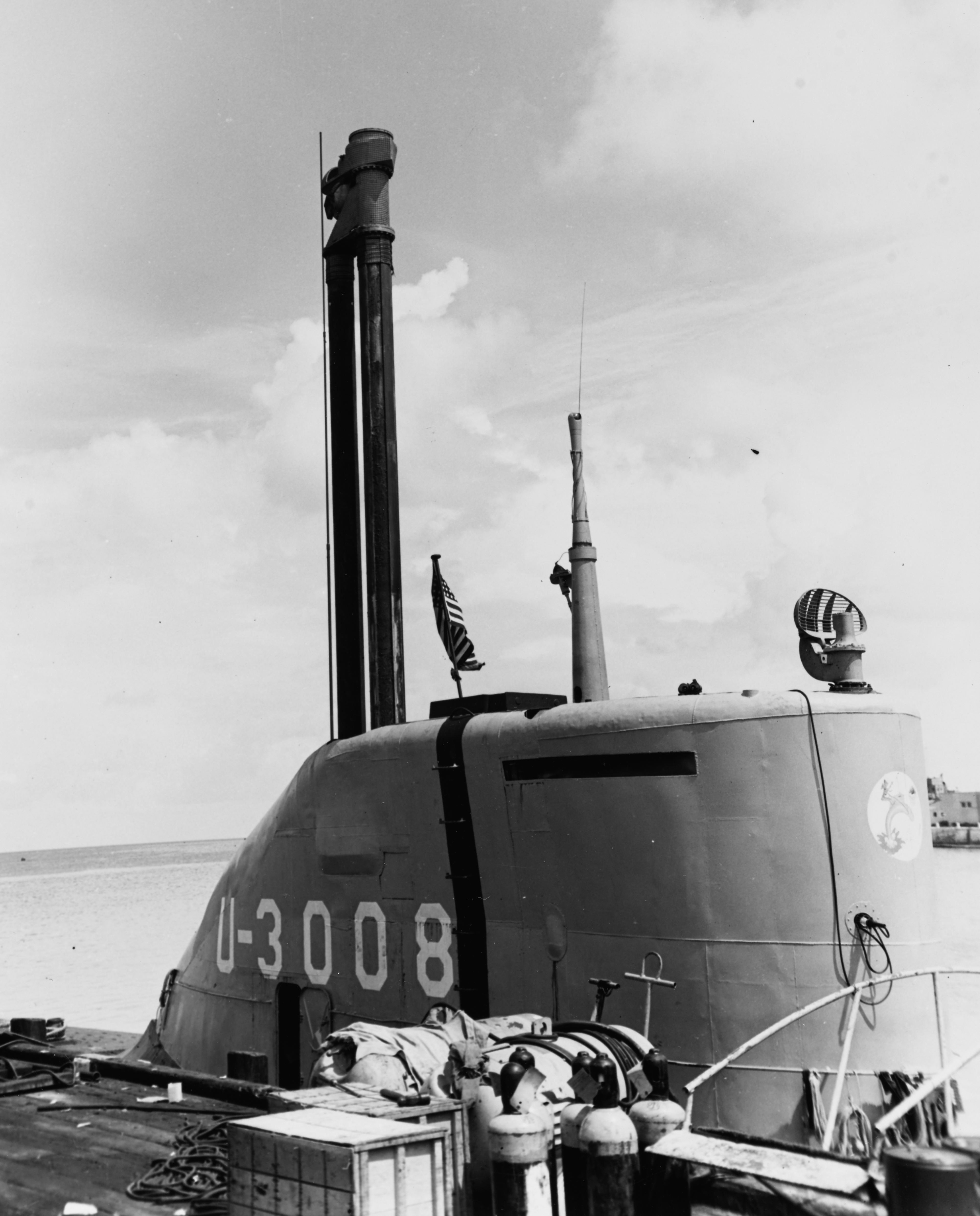
Il sommergibile USS U-3008 (U-3008 tedesco catturato) con lo schnorchel esteso

Lo schnorchel (o snorkel o snort) è un'appendice estendibile dei sottomarini.

## Schnorchelsottomarini
Lo schnorchel (o snorkel) si applica in particolare ai sottomarini a propulsione convenzionale (diesel-elettrica) per consentire di mantenere il più possibile l'occultamento anche in fase di ricarica delle batterie. Lo schnorchel è infatti un tubo in grado di elevarsi sopra la superficie del mare mentre il battello si trova in immersione a profondità ridotta (generalmente 10–12 m) per garantire l'afflusso d'aria necessario al funzionamento dei motori Diesel per il tempo necessario alla ricarica delle batterie ed all'aerazione dei locali. Questo consente di ridurre la possibilità che il battello possa essere individuato durante questa fase di particolare vulnerabilità. Dell'impianto fa anche parte una condotta di scarico, generalmente separata da quella di aspirazione e terminante nella parte poppiera superiore della vela con possibilità di essere smistata su uno scarico ancora più basso per navigazioni in superficie.
L'idea venne sperimentata, e con buoni risultati, nel 1925 dal sommergibile H 3 su idea del capitano del Genio Navale della Marina Militare Italiana Pericle Ferretti e successivamente dalla marina olandese. Montato per la prima volta in serie sui sommergibili olandesi della classe "O" (i battelli italiani classe "Sirena" erano solo predisposti, ma non lo montarono), l'idea venne successivamente ripresa sugli U-Boot tedeschi durante la seconda guerra mondiale, per contrastare la sorveglianza aerea anti-sommergibile degli Alleati.

## Caratteristiche costruttive
L'impianto è suddiviso in due parti: induzione e scarico. Nei moderni sottomarini la parte induzione dello schnorchel è uno dei mast, le antenne alloggiate all'interno della vela (o torretta) del sottomarino, che possono essere alzate o ammainate; in genere di sezione ovale, dotata di una punta tagliamare e rivestita di materiale RAM (Radar Absorbing Material) per ridurne la segnatura. A riposo, il mast è contenuto all'interno di una canna guida fissa, che viene allagata a quote di immersione superiori a 50 m per evitare il rischio di collasso da pressione. In fase operativa l'impianto emerge per una trentina di centimetri sulla superficie del mare; particolarità unica dei sottomarini italiani classe Sauro è la "testa fluttuante", dove alcuni sensori controllano le oscillazioni della parte terminale del mast per garantirne il moto rispetto al profilo ondoso. La tenuta stagna del battello è garantita da tre sicurezze: la "valvola di testa", in corrispondenza della presa d'aria (che funziona solo a quota periscopica), e le "valvole di prima e seconda induzione", poste a cavallo (un'all'esterno ed un'all'interno) dello scafo resistente. Al piede della canna è posta la cassa plenum nella quale l'aria è separata da eventuale acqua e smistata verso l'apparato motore, i locali batterie e il sistema di aerazione. I gas di scarico dei motori sono invece liberati direttamente a mare attraverso un impianto "diffusore". I gas di scarico, dopo essere stati silenziati e raffreddati in apposite "marmitte", vengono convogliati all'esterno del battello e scaricati da un diffusore in cima alla vela o da un diffusore a livello passerella del sottomarino. L'impianto è protetto, come per la parte induzione, da 2 valvole resistenti a cavallo dello scafo resistente

## Altre applicazioni
Prende il nome di schnorchel anche il tubo utilizzato nelle auto da fuoristrada per agevolare il passaggio in piccoli torrenti o in pozze d'acqua profonde. In questo caso il tubo da una parte è collegato al cassoncino del filtro dell'aria (che viene preventivamente reso impermeabile), mentre l'altro capo prende aria direttamente in atmosfera, solitamente ad un'altezza compresa tra il finestrino e qualche centimetro oltre il tettuccio del veicolo. Questo permette di non far aspirare al motore acqua o fango, garantendone il funzionamento in condizioni difficili.
Viene utilizzato anche nei raid africani per diminuire la quantità di sabbia aspirata dal motore.